# Cyrilla
Cyrilla, biljni rod iz porodice Cyrillaceae, dio reda vrjesolike. Postoji deset vrsta u Sjevernoj, Srednjoj i Južnoj Americi, te na Karibima
Rod je opisan 1767.; tipična vrsta je Cyrilla racemiflora.

## Vrste
1. Cyrilla coriacea Berazaín
2. Cyrilla cubensis P.Wilson
3. Cyrilla lutgardae Berazaín
4. Cyrilla macrocarpa Berazaín
5. Cyrilla megaphylla Berazaín
6. Cyrilla microareolata Berazaín
7. Cyrilla nipensis Urb.
8. Cyrilla nitidissima Urb.
9. Cyrilla racemiflora L.
10. Cyrilla silvae Berazaín